# A Náusea
A náusea (no original em francês, La nausée) é um romance existencialista do filósofo Jean-Paul Sartre, publicada em 1938, escrita quando Sartre ensinava no Liceu de Le Havre. Trata-se de um das obras mais conhecidas de Sartre.
Este livro começa em forma de diário, e acompanha o dia a dia do historiador Antoine Roquentin.
"Em sua obra, o autor apresenta as angústias do homem moderno diante de um mundo desprovido de sentido e a sensação do vazio coditdiano, quando confrontado com suas experiências, memórias, e acontecimentos ao seu redor."